# تيو فابي
تيو فابي (بالإيطالية: Teo Fabi)‏ مواليد 9 مارس 1955، هو سائق فورملا 1 بدأ مسيرته الاحترافية عام 1982. كان أول سباق له هو جائزة جنوب أفريقيا الكبرى 1982. خاض خلال مسيرته 71 سباقاً.

## روابط خارجية
- تيو فابي على موقع Racing-Reference.info (الإنجليزية)
- تيو فابي على موقع DriverDB.com (الإنجليزية)